# Bacotia sakabei
Bacotia sakabei är en fjärilsart som beskrevs av Akio Seino 1981. Bacotia sakabei ingår i släktet Bacotia och familjen säckspinnare. Inga underarter finns listade i Catalogue of Life.